# Vyšný Kazimír
Vyšný Kazimír (1927–1992 slowakisch „Ruský Kazimír“ – bis 1927 „Ruský Kažimir“; ungarisch Felsőkázmér – bis 1907 Oroszkázmér) ist eine Gemeinde im Osten der Slowakei mit 190 Einwohnern (Stand 31. Dezember 2024), die im Okres Vranov nad Topľou, einem Teil des Prešovský kraj, liegt.

## Geographie
Die Gemeinde befindet sich im nordwestlichen Ausläufer des Ostslowakischen Tieflands, am Bach Kazimírsky potok im Einzugsgebiet der Ondava. Das Ortszentrum liegt auf einer Höhe von 211 m n.m. und ist 13 Kilometer von Vranov nad Topľou entfernt (Straßenentfernung).
Nachbargemeinden sind Slovenská Kajňa im Norden, Benkovce im Osten, Sedliská im Südosten, Čičava im Süden und Südwesten und Merník im Westen.

## Geschichte

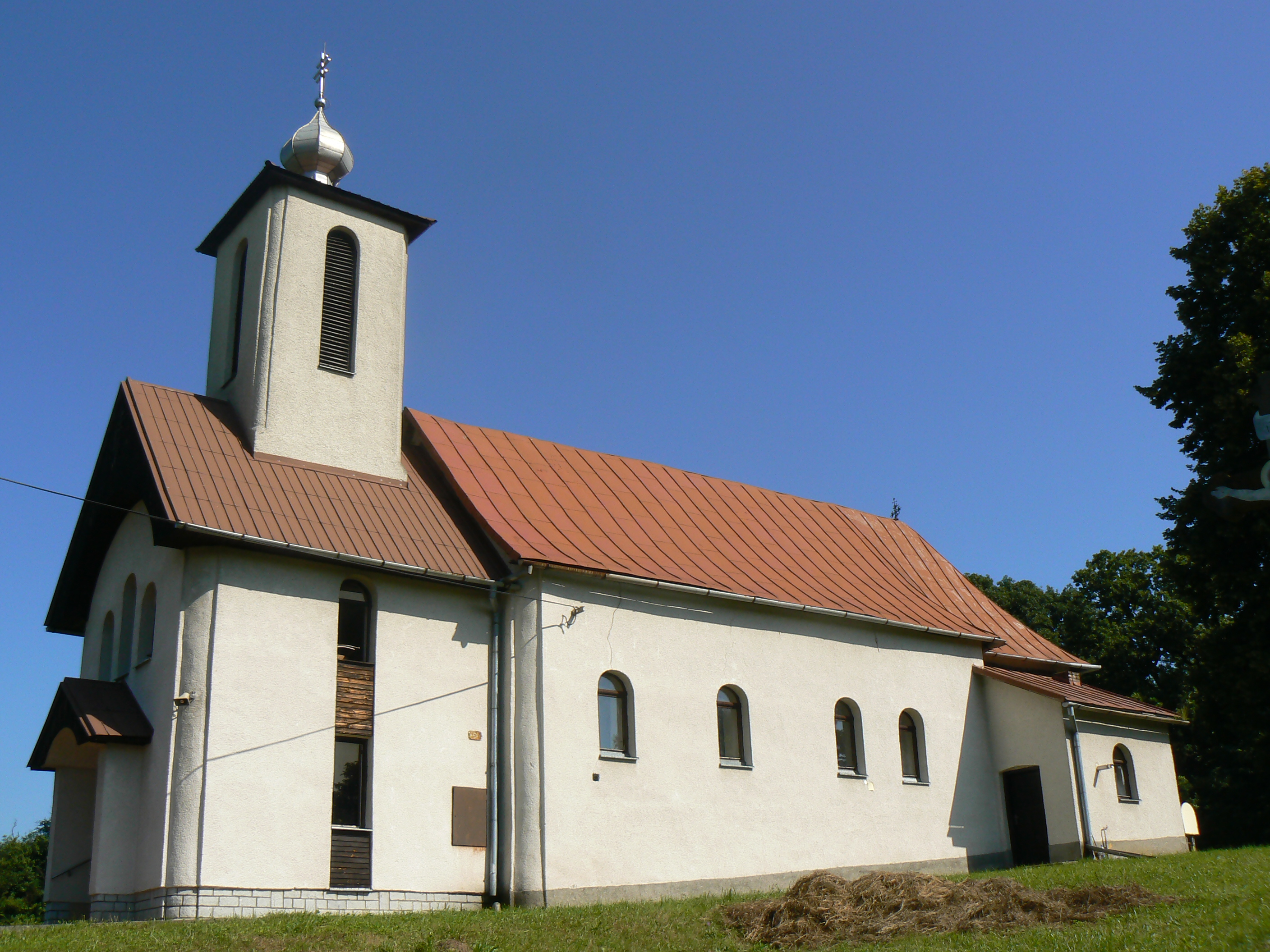
Kirche im Ort

Vyšný Kazimír wurde zum ersten Mal 1363 als Kazmer Rutinicalias schriftlich erwähnt, weitere historische Bezeichnungen sind unter anderen Kazmer (1372), Kazmir (1773) und Ruský Kazymír (1808). Bis zum 17. Jahrhundert gehörte das Dorf zur Herrschaft der Burg Čičava, ab dem 18. Jahrhundert stellte die Familie Barkóczy bzw. Hadik-Barkóczy die Gutsherren. 1493 standen drei bewohnte und drei verlassene Ansiedlungen im Ort, 1715 gab es eine Brauerei, neun verlassene und 13 Haushalte. 1787 hatte die Ortschaft 29 Häuser und 184 Einwohner, 1828 zählte man 34 Häuser und 255 Einwohner.
Bis 1918 gehörte der im Komitat Semplin liegende Ort zum Königreich Ungarn und kam danach zur Tschechoslowakei beziehungsweise heute Slowakei. In der Zeit der ersten tschechoslowakischen Republik waren die Einwohner als Landwirte, Sticker und Weber beschäftigt. Nach dem Zweiten Weltkrieg pendelte ein Teil der Einwohner zur Arbeit in Industriebetriebe in Hencovce, Vranov nad Topľou, Humenné und Košice, die Landwirte waren privat organisiert.

## Bevölkerung
| Jahr                | 1994 | 2004     | 2014    | 2024    |
| ------------------- | ---- | -------- | ------- | ------- |
| Anzahl der Personen | 193  | 213      | 196     | 190     |
| Unterschied         |      | +10,36 % | −7,98 % | −3,06 % |

| Jahr                | 2023 | 2024 |
| ------------------- | ---- | ---- |
| Anzahl der Personen | 190  | 190  |
| Unterschied         |      | +0 % |

Nach der Volkszählung 2011 wohnten in Vyšný Kazimír 201 Einwohner, alle davon Slowaken.
148 Einwohner bekannten sich zur griechisch-katholischen Kirche, 44 Einwohner zur römisch-katholischen Kirche, zwei Einwohner zur Evangelischen Kirche A. B. und ein Einwohner zu den Zeugen Jehovas. Fünf Einwohner waren konfessionslos und bei einem Einwohner wurde die Konfession nicht ermittelt.

## Bauwerke und Denkmäler
- griechisch-katholische Kirche Hl. Paraskeva

## Verkehr
Nach Vyšný Kazimír führt nur die Cesta III. triedy 3637 („Straße 3. Ordnung“) von Sedliská (Anschluss an die Cesta I. triedy 15 („Straße 1. Ordnung“)) heraus. Der nächste Bahnanschluss ist in Vranov nad Topľou an der Bahnstrecke Strážske–Prešov.